# Iglesia de Santa Catalina (Belén)

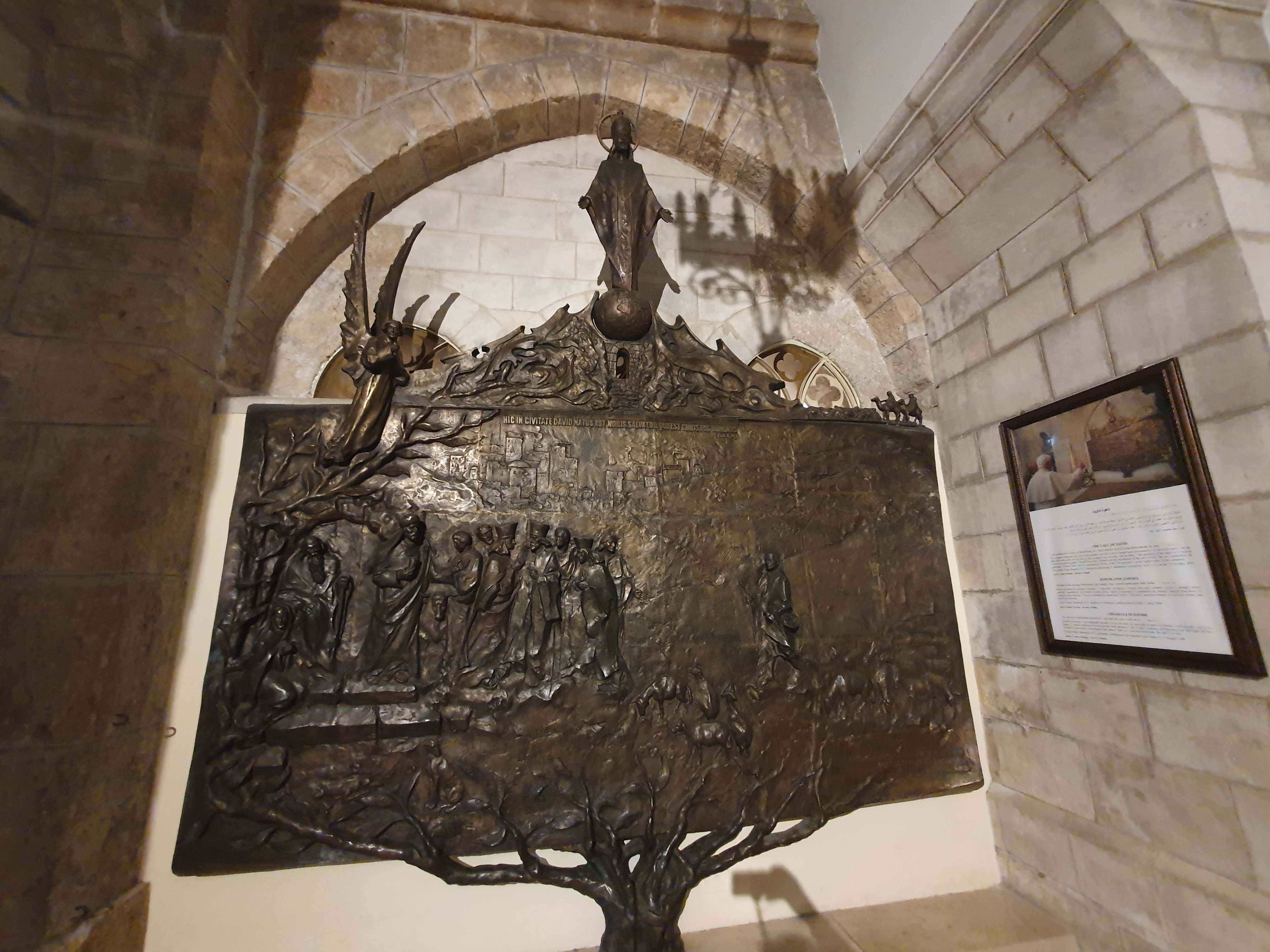
Representación de la llamada de David

El Templo de Santa Catalina o simplemente Capilla de Santa Catalina es un edificio religioso que está afiliado a la iglesia católica y se encuentra en la parte norte adyacente a la Basílica de la Natividad en Belén, en Cisjordania, Palestina. Funciona como iglesia parroquial de Belén y monasterio franciscano. Existe un complejo de cuevas debajo del templo.
Está incluida en la Sede patriarcal de Jerusalén, sigue el rito romano o latino y está incluida en la lista de Patrimonio Mundial de la UNESCO desde 2012 como el lugar de nacimiento de Jesús: Iglesia de la Natividad y ruta de la peregrinación en Belén.
Fue dedicada en el 1347 a Santa Catalina de Alejandría. Fue construida en un estilo neogótico más moderno, y desde entonces ha sido modernizada varias veces acuerdo con las tendencias litúrgicas aprobadas después del Concilio Vaticano II (Concilium Oecumenicum Vaticanum Secundum). Esta es la iglesia donde el patriarca latino de Jerusalén celebra la misa de medianoche en la víspera de Navidad.
Fue ampliada en 1881 con fondos proporcionados por el emperador de Austria-Hungría.
Destaca la popular imagen del Niño Jesús que es portada en procesión hasta el Santo Pesebre en la Nochebuena y, tras la Epifanía, vuelve al altar de la Virgen en la iglesia de Santa Catalina. La talla fue encargada por fray Gabino Montoro, ofm, en 1920, a la Casa “Viuda de Reixach” de Barcelona y fue realizada por el artista Francisco Rogés. Éste es también el autor de la imagen del Niño en el trono que es llevada en procesión por el Custodio en la fiesta de Epifanía. Las dos imágenes son de madera de cedro. Se prepararon varios modelos, entre los que fue elegido uno, por la particularidad de tener las manos juntas.

## Galería

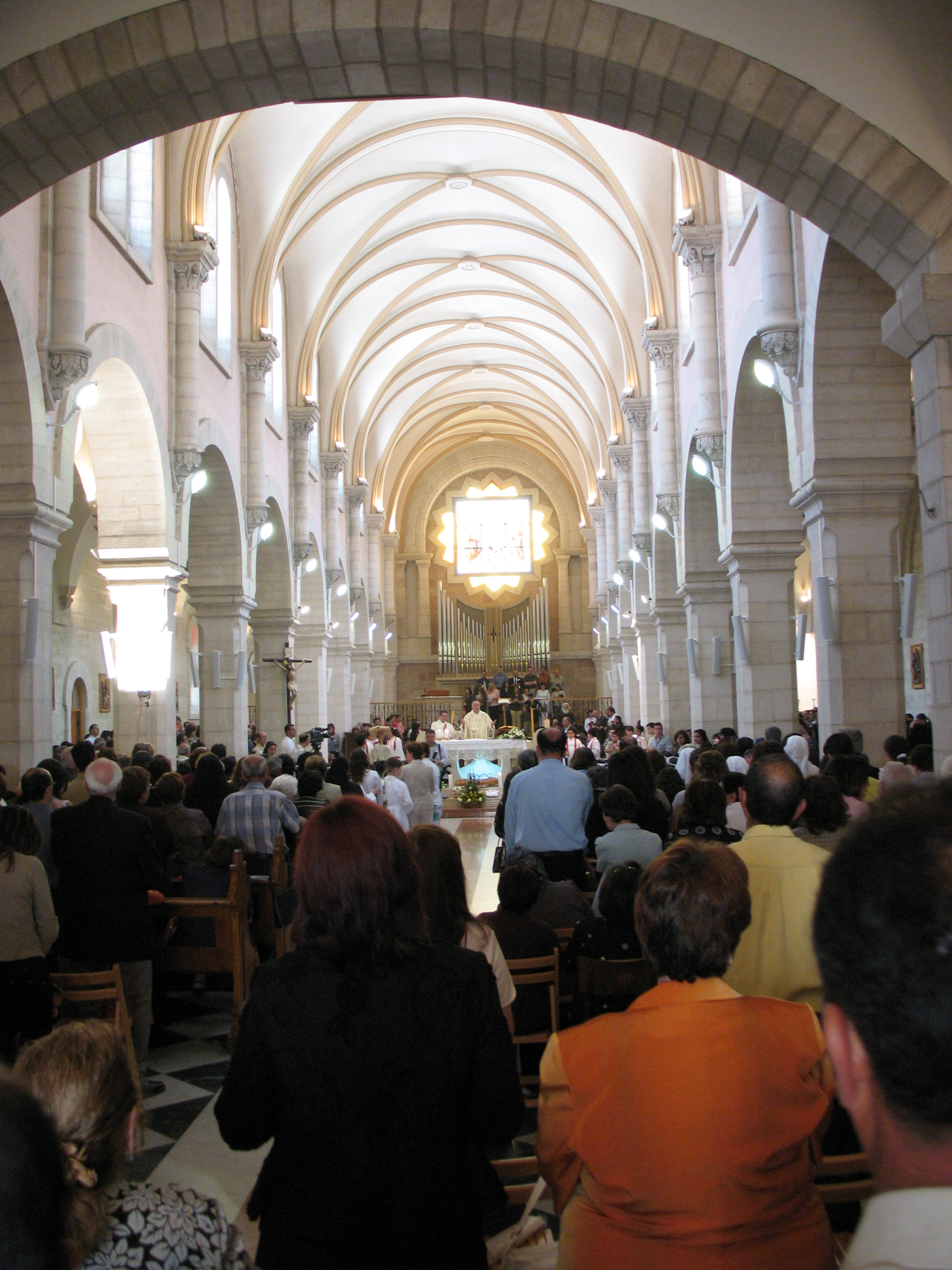
Misa católica en la iglesia
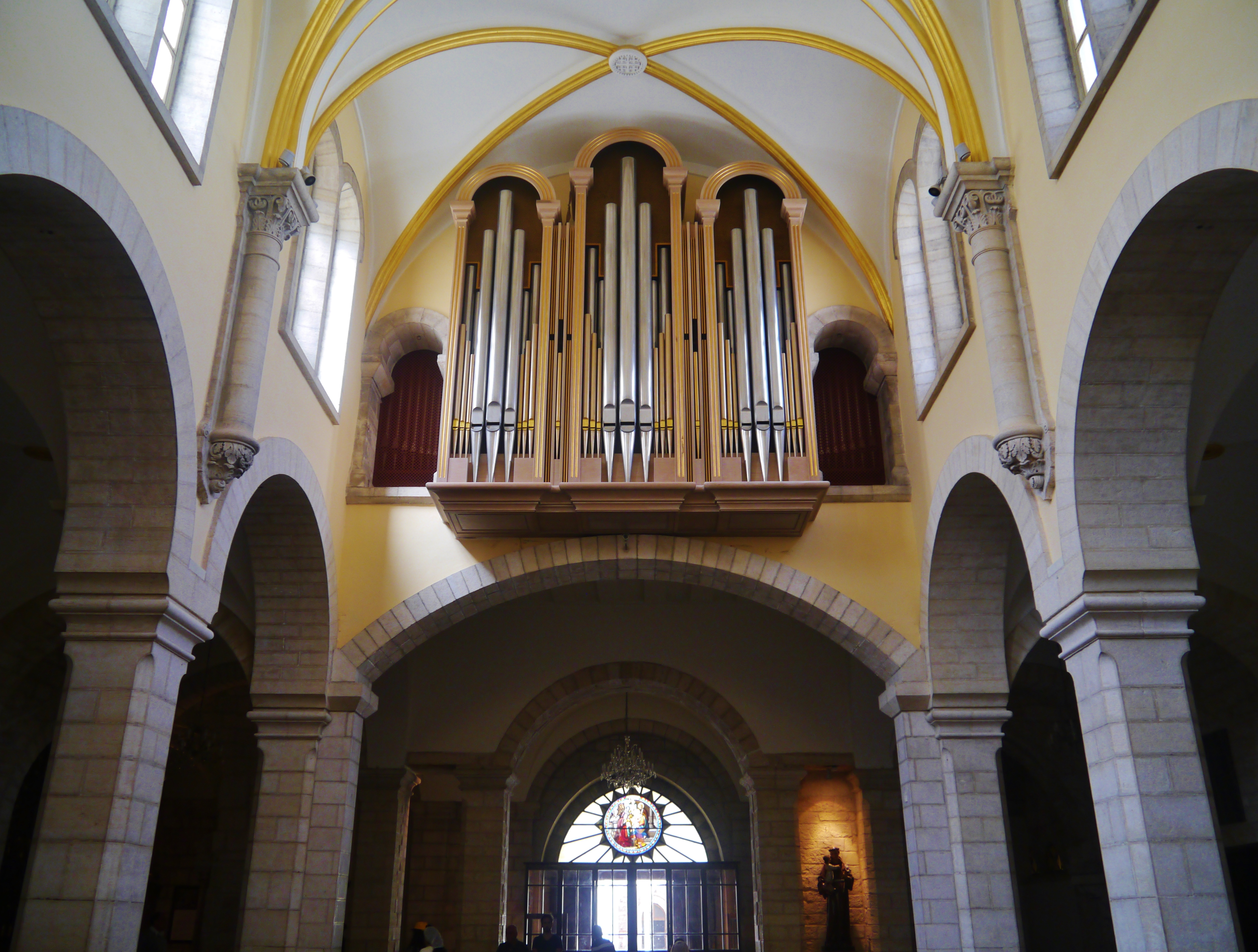
El Órgano de Santa Catalina
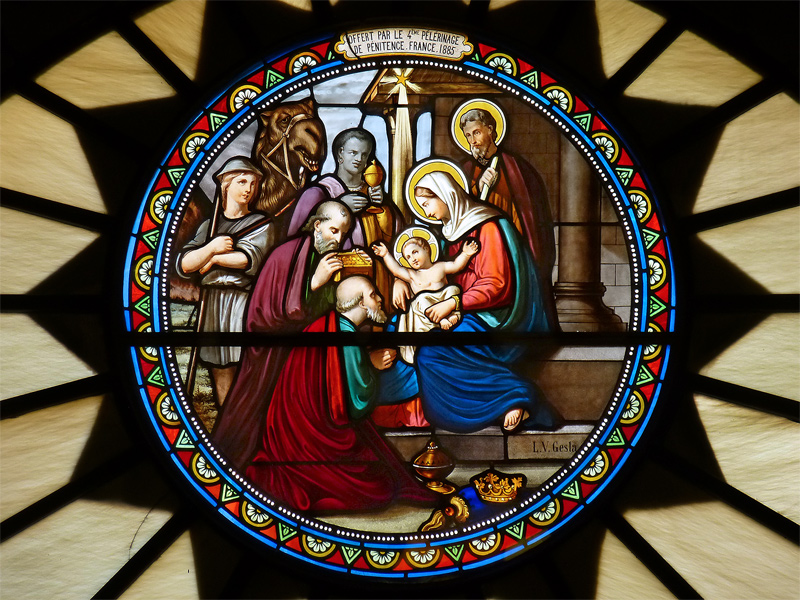
Uno de los vitrales
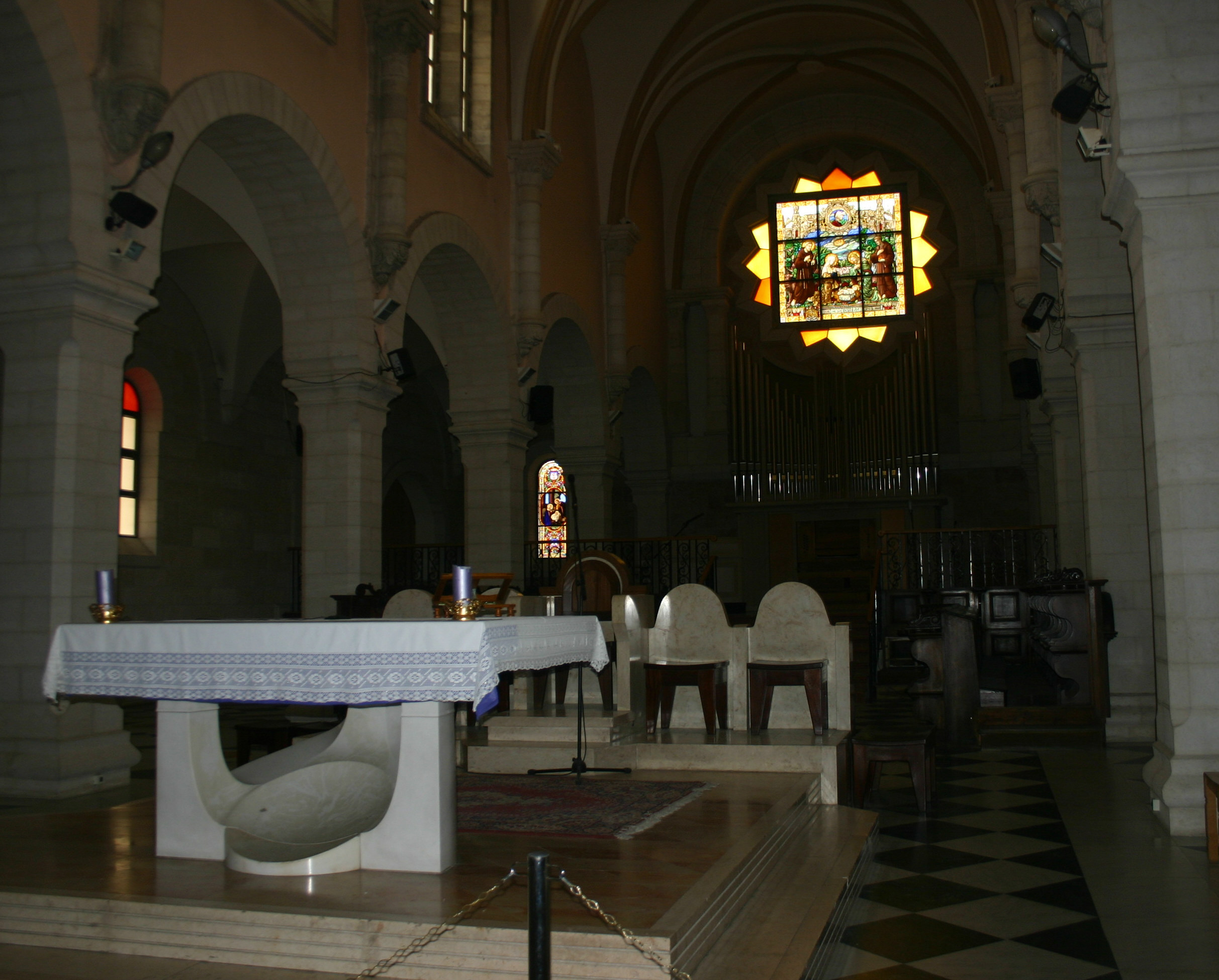
Vista desde el altar